# Божуриця
Божу́риця (болг. Божурица) — село в Плевенській області Болгарії. Входить до складу общини Долішня Митрополія.

## Населення
За даними перепису населення 2011 року у селі проживали 992 особи.
Національний склад населення села:
| Національність   | Кількість осіб | Відсоток |
| ---------------- | -------------- | -------- |
| болгари          | 656            | 73,6%    |
| цигани           | 216            | 24,2%    |
| турки            | 15             | 1,7%     |
| Всього відповіли | 891            |          |

Розподіл населення за віком у 2011 році:
Динаміка населення: